# ブライアン・クロウソン
ブライアン・クロウソン (Bryan Clauson、1989年6月15日 - 2016年8月7日) は、アメリカ合衆国のレーシングドライバー。

## 経歴
クロウソンはカリフォルニア州サクラメントに生まれる。インディアナ州ノーブルズビルのノーブルズビル高校に通った。2005年6月17日、16歳の誕生日の2日後にオハイオ州リマランド・モータースポーツ・パークでUSACナショナルスプリントシリーズにデビューした。2005年10月8日にクロウソンはコロンバス・モータースピードウェイでのミジェットレースで初勝利を挙げる。USAC史上最年少の16歳3ヶ月と23日であった。2006年8月12日、インディアナ州のセーラム・スピードウェイで行われたスプリント/ミジェットレースのダブルヘッダーでスウィープを達成した。
8月31日、クロウソンはゲートウェイ・インターナショナル・レースウェイでARCAでの初勝利を挙げた。2ヶ月後にNASCARブッシュ・シリーズにデビュー、チップ・ガナッシ・レーシングのダッジをドライブした。2007年はキース・クンツ・モータースポーツからUSACナショナルスプリントシリーズにフルで、ミジェットシリーズにパートタイムで参戦した。

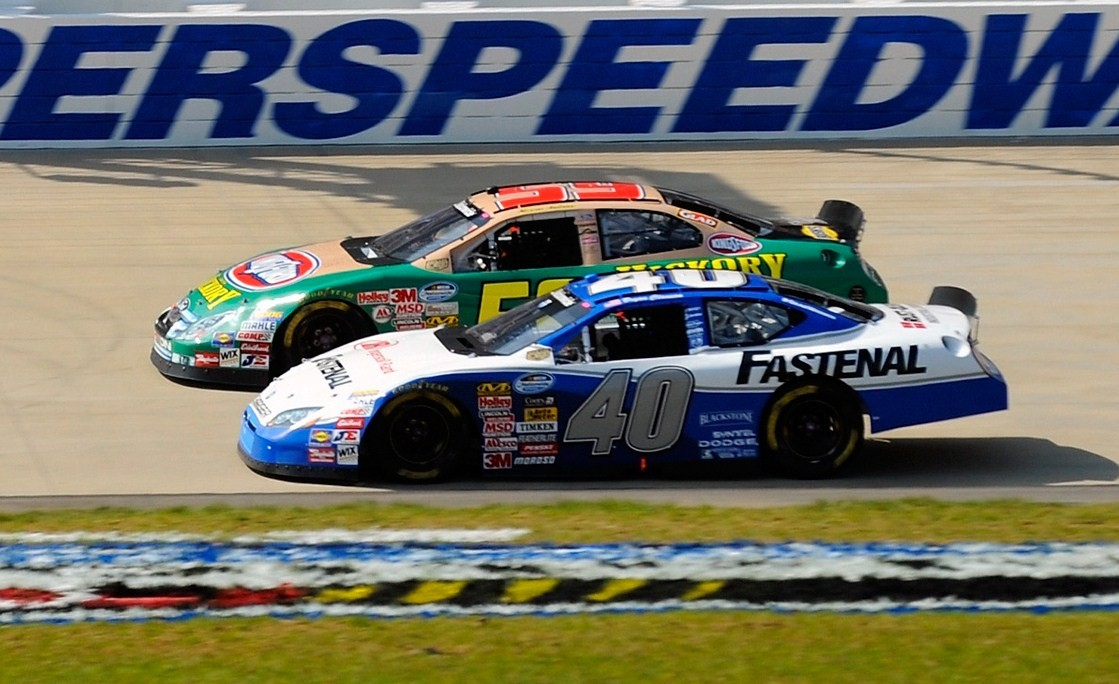
マーコス・アンブローズと競うクロウソン (#40) 、2008年のナッシュビル

NASCARにステップアップしたものの、クロウソンは1月12日に自らのルーツであるダートトラックに戻って、オクラホマ州タルサで行われたチリ・ボウルに参戦した。このレースにはトニー・スチュワート、ケイシー・ケーン、ジェイソン・レフラー、ゲイリー・スケルチ、クルツ・ベドレゴン、ティム・マクレディといったトップレーサーが参加した。彼は4位でレースを終えた。
2008年、クロウソンはネイションワイド・シリーズにチップ・ガナッシのダッジで参戦したが、チームはカイル・クリシロフを起用した。その後はダリオ・フランキッティの代役として数戦に参加した。7月には初のポールポジションを獲得したが、1週間後にフランキッティに代わられた。
カップ戦へのデビューはシャーロット・モーター・スピードウェイでのバンク・オブ・アメリカ500であったが、雨でチームは予選への出走を取りやめ、オーナーポイントも不足していたため予選不通過となった。アトランタ・モーター・スピードウェイでの2度目のデビューの試みも同様に雨で終わった。彼の実際のデビューはテキサスであったが、予選を通過することはできなかった。
クロウソンは2009年、ネイションワイド・シリーズにフル参戦する予定であったが、ファステナルがチームのスポンサーから撤退し、チームは参戦を取りやめた。彼は11月にターキー・ナイトグランプリで優勝した。
クロウソンは2010年、トニー・スチュワート・レーシング・シルバークラウンチームに加わりUSACに参戦した。このシーズン、彼は初めての参戦時同様に成功し、チャンピオンを獲得した。彼は2011年、ファイアストン・インディ・ライツのオーバルレース全6戦でスカラーシップの賞金を得、その総額は30万ドルに上る。
クロウソンは2012年のインディ500にサラ・フィッシャー・ハートマン・レーシングから出走した。その後2015年、2016年にも出場している。
また、スプリントカーのシリーズ「World of Outlaws」などにも参戦していたが、2016年8月6日にリンカーンで出走したミジェットカーのレースでの事故により、翌7日夜、この世を去った。

## 記録

### アメリカン・オープンホイール
(key)

#### インディ・ライツ
| 年   | チーム                             | 1   | 2   | 3   | 4      | 5     | 6     | 7   | 8    | 9    | 10  | 11    | 12  | 13    | 14     | 順位 | ポイント |
| ---- | ---------------------------------- | --- | --- | --- | ------ | ----- | ----- | --- | ---- | ---- | --- | ----- | --- | ----- | ------ | ---- | -------- |
| 2011 | サム・シュミット・モータースポーツ | STP | ALA | LBH | INDY 5 | MIL 4 | IOW 3 | TOR | EDM1 | EDM2 | TRO | NHM 7 | BAL | KTY 5 | LVS 13 | 12位 | 170      |

#### インディカー
| 年   | チーム                                     | 1   | 2   | 3   | 4   | 5       | 6   | 7   | 8   | 9   | 10  | 11  | 12  | 13  | 14  | 15  | 16  | 順位  | ポイント |
| ---- | ------------------------------------------ | --- | --- | --- | --- | ------- | --- | --- | --- | --- | --- | --- | --- | --- | --- | --- | --- | ----- | -------- |
| 2012 | サラ・フィッシャー・ハートマン・レーシング | STP | ALA | LBH | SAO | INDY 30 | DET | TXS | MIL | IOW | TOR | EDM | MDO | QIN | SNM | BAL | FON | 31位* | 13*      |

## 参照
1. ↑  http://www.indycar.com/news/show/55-izod-indycar-series/40581-feast-for-clauson-who-earns-two-titles/